# 迷路歯
迷路歯（めいろし）とは、動物の歯のエナメル質が複雑な迷路のように折りたたまれている状態のこと。肉鰭類の生物や絶滅した両生類である迷歯亜綱にみられる特徴である。

## 特徴
前述の通り迷路歯とは歯のエナメル質が迷路のように複雑に折りたたまれている歯のことである。
たとえば、ヒトの歯の断面は、外側からエナメル質、象牙質、歯髄と輪のように並んでおり、エナメル質が入り組んで形成されているわけではない。

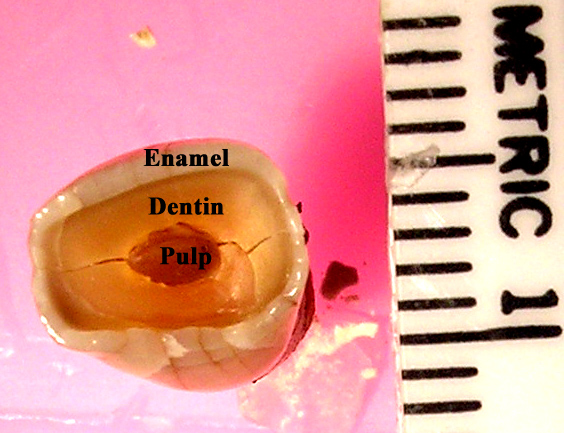
ヒトの歯の断面。一番外側の薄いグレーの部分がエナメル質。

しかし、前述の肉鰭類の生物や迷歯亜綱の生物の歯の断面はエナメル質が迷路のように複雑に入り組んでいる。この状態が迷路歯である。

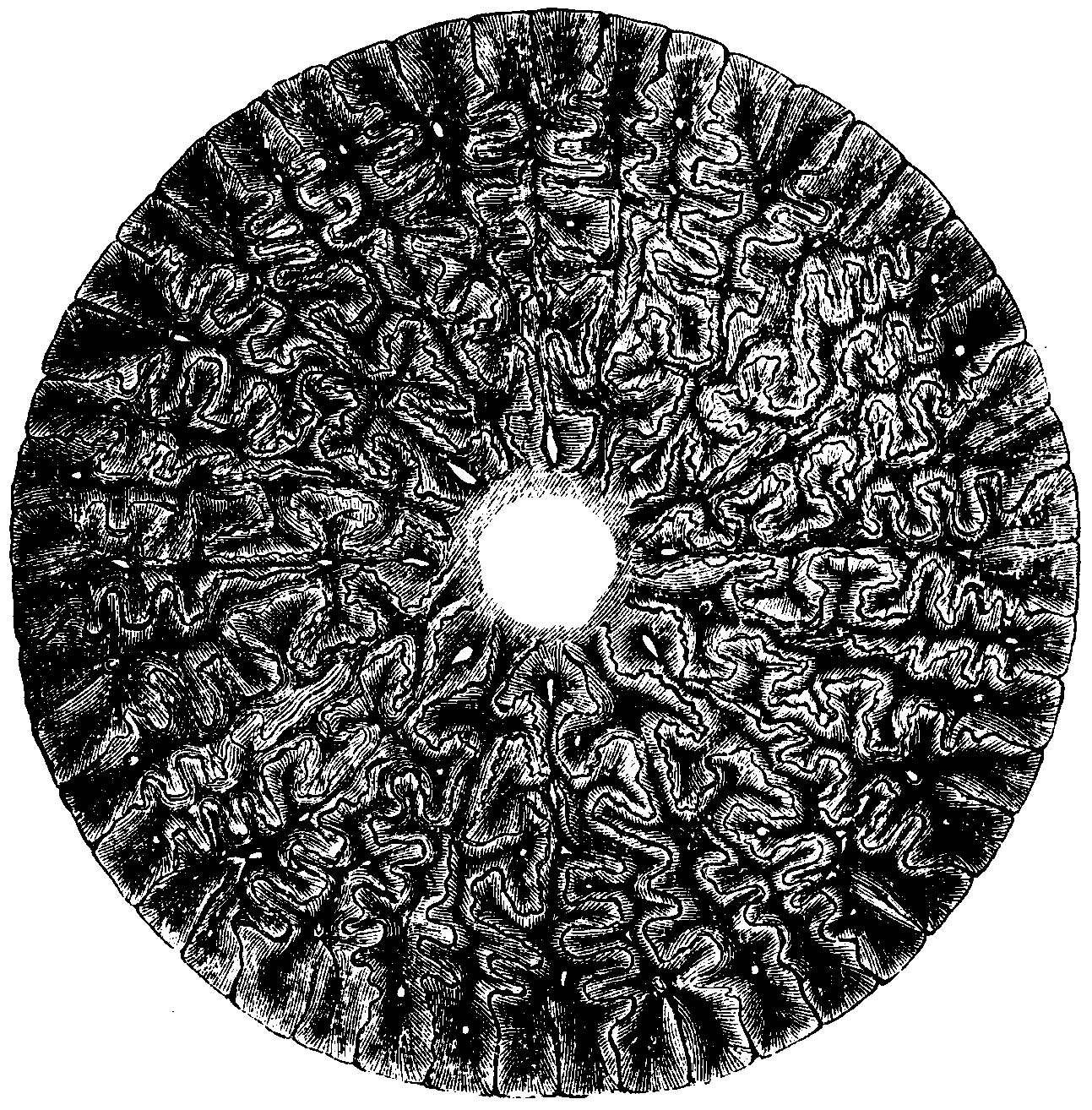
迷路歯の断面。

## 迷路歯を持つ生物
迷路歯は肉鰭類の生物が持っているものである。この特徴は化石種と現生種に共通している。
迷歯亜綱は絶滅した両生類である。この亜綱に共通した特徴が迷路歯であるが、この迷路歯は迷歯亜綱の祖先である肉鰭類から受け継いだものである。
しかし、迷歯亜綱の子孫である現生両生類はこの特徴を持っていない。